# 趙州院
趙州院（ちょうしゅういん、?  - 寛文6年5月13日（1666年6月15日））は、安土桃山時代から江戸時代前期にかけての女性。

## 略歴
真田昌幸の五女で、真田信之・真田信繁らの妹に当たる。はじめ宇多頼次に嫁いだ。
頼次には、宇多頼忠の子と尾藤知宣の子の二説あるが、何れにしても石田三成の父である正継に保護され、石田姓に改め、石田刑部少輔を称した。
娘が宇多頼次に嫁いだ関係から、父の昌幸は関ヶ原の戦いの際に石田三成の誘いを受けて西軍に属したという。
慶長5年（1600年）、関ヶ原の戦いで西軍が敗れ、同年9月17日、石田三成の居城佐和山城が落城したとき、頼次は自刃したとも、脱出して旧姓の尾藤に戻して寺沢堅高に仕えたともいう。趙州院も真田家に引き取られたとも滝川家に引き取られたともいい、何れにしろ逃れたらしい。後に、滝川一積（三九郎、滝川一益の孫）に再嫁した。
しかし、大坂の陣の後、寛永9年（1632年）になって、滝川一積は幕府から真田信繁の娘を養女として他家に嫁がせたことなどを罪状にされ、突如として幕府使番の職を解かれて除封された。その後は京六条付近に夫婦で隠棲した。その際、松代藩より500石の合力米が出された。
寛永19年（1642年）、寿像（肖像画）が描かれたと伝わり、東禅寺嶺南が賛を記した。夫の死後、菩提寺として妙心寺に趙州院を建立し、甥の石禅を開山とした。
寛文6年（1666年）に死去。法名は趙州院殿瑚月妙珊大姉。自らが建てた妙心寺趙州院に葬られた。

## 関連作品
テレビドラマ
- 『真田太平記』（1985年、NHK新大型時代劇、演：岡田有希子）

ゲーム
- 『戦国大戦』（2014年、セガ・インタラクティブ、アーケードゲーム、声：三澤紗千香）